# Velká hůra (Jičínská pahorkatina)
Velká hůra (458 m, neoficiálně Střelečská hůra) je vrch v okrese Jičín Královéhradeckého kraje, v CHKO Český ráj. Leží asi dva kilometry východně od Mladějova u Sobotky, na katastrálním území vsi Střeleč a obce Zámostí.

## Název
Lidový název vrchu zní Střelečská hůra. Vrch se do konce 10. let 21. století na státních mapách nazýval Velká hora; tento název je uveden i v posledním vydání základní mapy z roku 2017. Současný název byl v minulosti použit na státní mapě z roku 1954.

## Popis vrchu

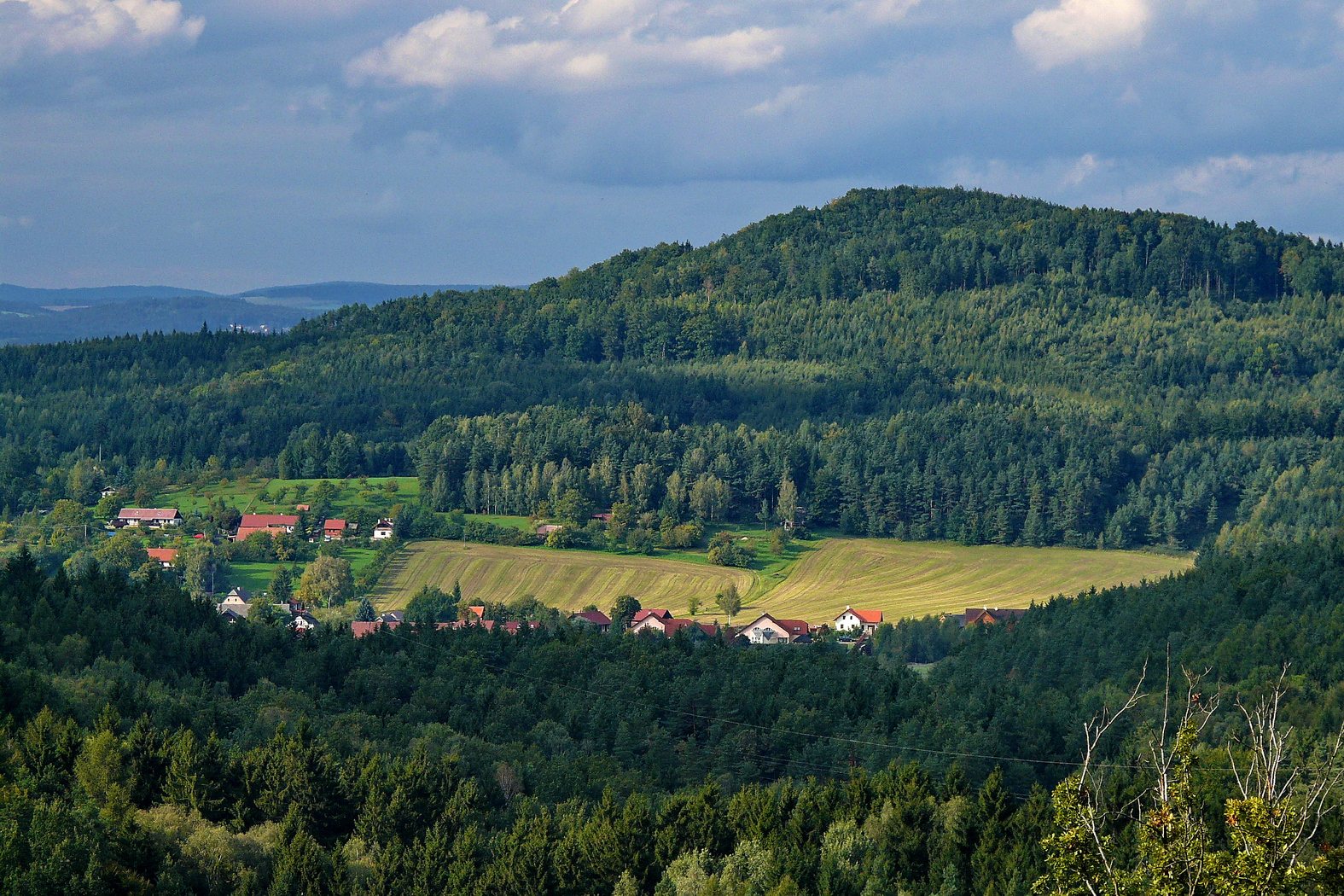
Velká hůra a ves Blata z vrchu Houser

V opuštěném lomu, který je v současnosti využíván jako střelnice je obnažena podpovrchová část bývalého vulkánu. Lom má v dolní části až 27 m, v horní části až 16 m vysoké stěny. Příkrý zalesněný kopec patří k proslulým vyhlídkovým bodům Českého ráje, jehož západní polovinu lze odtud krásně pozorovat, zejména Trosky v popředí s cizorodě působícím sklopískovým lomem. Čedičové magma Velké hory vystupovalo po zlomu ZJZ směru, na kterém vytvořilo několik vulkanických aparátů. Čedičové žíly na západním úbočí Malé Hory pokračují až k Mladějovu, kde byl malý vulkán Hrádek a za údolím Žehrovky Mladějovská horka.

## Geomorfologické zařazení
Vrch náleží do celku Jičínská pahorkatina, podcelku Turnovská pahorkatina, okrsku Vyskeřská vrchovina, podokrsku Prachovská pahorkatina a Střelečské části.

## Přístup
Po svazích vrchu vedou turistické značky žlutá a červená – kříží se jihovýchodně od vrchu na rozcestí Pod Střelečskou hůrou. Automobilem lze dojet do Střelče, či přímo ke střelnici v lomu nebo jej zanechat u silnice obkružující vrch ze severní strany.